# Faszand
Faszand (perski: فشند) – miejscowość w północnym Iranie, w ostanie Alborz. W 2006 roku miejscowość liczyła 1948 mieszkańców w 531 rodzinach.